# 데드 캠프 2
《데드 캠프 2》(영어: Wrong Turn 2: Dead End)는 미국과 캐나다에서 제작된 조 린치 감독의 2007년 슬래셔 영화이다. 《데드 캠프》(2003)의 속편으로, 서바이벌 쇼에 참가한 사람들이 진정한 의미에서 서바이벌을 겪게 된다는 내용이다. 에리카 리어슨 등이 출연하였고, 제프 프라일릭 등이 제작에 참여하였다. 2007년 10월 9일 DVD로 발매되었다.
후속 작품은 《데드 캠프 3》(2009)이다.

## 출연
- 에리카 리어슨
- 헨리 롤린스
- 텍사스 배틀
- 대니엘라 알론소
- 크리스털 로
- 알렉사 팰러디노
- 스티브 브라운
- 매슈 커리 홈스
- 킴벌리 콜드웰
- 켄 커진거
- 애슐리 얼
- 제프 스크루턴
- 패튼 오즈월트 (목소리 출연)

## 기타 제작진
- 배역: 커린 클라크, 낸시 네이어, 켈리 와그너
- 미술: 브렌턴 해런
- 의상: 야마모토 히사미
- 세트: 조지 뉴먼